# European Journal of Cancer
Das European Journal of Cancer, abgekürzt Eur. J. Cancer, ist eine wissenschaftliche Zeitschrift, die von dem Elsevier-Verlag veröffentlicht wird. Die Zeitschrift ist das offizielle Publikationsorgan der European Organisation for Research and Treatment of Cancer (EORTC), der European CanCer Organisation (ECCO), der European Association for Cancer Research (EACR) und der European Society of Breast Cancer Specialists (EUSOMA). Die erste Ausgabe erschien im Juni 1965. Derzeit erscheinen 18 Ausgaben im Jahr. Es werden Artikel aus allen Bereichen der experimentellen und klinischen Onkologie veröffentlicht.
Der Impact Factor lag im Jahr 2019 bei 7,275. Nach der Statistik des ISI Web of Knowledge wird das Journal mit diesem Impact Factor in der Kategorie Onkologie an 31. Stelle von 244 Zeitschriften geführt.
Chefherausgeber ist Alexander Eggermont, Institut Gustave Roussy, Villejuif, Frankreich.